# 김대영 (축구 선수)
김대영(?~ )은 대한민국의 축구 선수이며, 포지션은 수비수이다.